# 小和田氏
小和田氏（おわだし）は、日本の氏族。孝徳天皇の皇孫で日下部表米（但遅麻国造）の末裔が小和田を名乗ったのがルーツである。

## 小和田姓
小和田姓は日本全国で約2000人いると推定され、同じ和田系姓である大和田姓の約4万人に比べて少ない。和田系の姓のもとである和田姓は約25万人と多く、日本全国に分布している。和田姓は、「原意は由田」「川などの湾曲しているところにある田」のことである。その他の和田氏のルーツは漢字の当て字の「和処」の事である、和処とはすなわち「平和な土地」の意味である。小和田姓は東北地方周辺にわずかに分布しているだけである。大和田姓と小和田姓は大小の違いはあるが、共通して「御」に近い美しい名称である。大阪市の大阪も起源は御坂であり、その後大坂から大阪に転化したものである。
東北地方では小和田姓のルーツは源氏とされている。その他の系統は熊野別当や藤原氏とされている。小和田姓の全国の苗字順位は5529位である。栃木県では県内順位1066位、山形県では1467位で、比較的に多い傾向である。特に山形県河北町周辺に小和田姓が多いが、山形県の小和田氏の発祥地は山形県寒河江市の小和田地区である。
都道府県別では新潟県・静岡県に多い苗字である。皇后雅子の出身の小和田氏以外には歴史学者の小和田哲男・小和田泰経親子が有名である。小和田哲男は静岡県静岡市出身者である。静岡県浜松市天竜区にJR東海飯田線の小和田駅（読みは『こわだ』）がある。
内藤氏が駿河国から国替えによって移動した事が越後国の小和田家のルーツである。

## 越後国村上小和田家
皇后雅子の実家の小和田家の祖先は越後国村上藩士の家系であり江戸時代から目付け役として仕えていた家柄であったが、小和田家の家系図が火災などで紛失して、幕末以前の小和田家の江戸時代の先祖の名前が不明になっている。村上藩内の女川辺に小和田という地名があり、新潟県関川村小和田が村上小和田家の苗字の発祥地である。村上小和田家のルーツは小和田駅がある静岡方面の駿河国と推測する人が多いが、小和田家の近い祖先は越後村上5万石の譜代大名の内藤家の家臣を務める下級武士であった。雅子の父である小和田恆の祖先には武術家や官吏、教育者がいる。
小和田家は越後国村上藩（現在の新潟県村上市）の藩士の子孫で歴代の当主は村上藩士の傍ら、制剛（せいごう）流という柔術（柔道のルール）の達人として村上藩以外の他藩でも有名な家柄であった。敬宮愛子内親王の誕生の際に村上市内で「おしゃぎり」の引き回し行事が行われたのは小和田家が村上市出身であったのが背景である。幕末から明治維新期には小和田家には兵五郎と兵五郎の子の道蔵匡利がいたが、道蔵の子供とされる(詳細は不明である)金吉は税務官吏となって新潟県高田市（現在の新潟県上越市）などに住んでいた。金吉は熊倉竹野と結婚して長男の毅夫をもうけた。その後金吉は明治33年に病没した。金吉の妻である竹野は毅夫を伴い実家に戻り、助産婦の資格を取得して、働きながら息子を育てた。毅夫は雅子の父方の祖父である。
小和田毅夫は旧制新潟県立高田中学校（現在の新潟県立高田高等学校）から広島高等師範学校（現在の広島大学）を卒業して全国各地の旧制中学校の教師を務めて、1934年（昭和9年）以降は新潟県下の複数の旧制高等女学校や旧制中学校の校長（特に母校の旧制高田中学校の校長）を長期間務めた。毅夫は5人の男子と3人の女子に恵まれて、男子は全員が毅の推薦枠で入学した東京大学卒業である。長男の小和田顯は専修大学教授の漢文学者で、二男の小和田恆が外交官で、弟たちは運輸官僚が2人と弁護士である。姉妹の1人は夭折しているが、その他の姉妹の2人は戦前の教師育成の高等機関の東京女子高等師範学校と奈良女子高等師範学校卒業である。
小和田恆は東京大学教養学部卒業後の昭和32年に外務省に入省して、ケンブリッジ大学に留学している。条約など法制分野のスペシャリストであった。毅夫の妻で雅子の父方の祖母にあたる静は新潟県塩沢町の旧家の田村家の出身で、静の父の田村（嵩岡）又四郎も旧制中学校の教師を長く務めていた。又四郎の実家である嵩岡家も村上藩士の子孫だが、彼の養父田村寛一郎は「私草大日本帝国憲法案」という私擬憲法を起草した碩学であった。新潟県村上市の「まいづる公園」には又四郎の実家である嵩岡家の建物が復元・公開されている。